# Малое Кричино
Малое Кричино — село в Дмитровском районе Орловской области. Входит в состав Домаховского сельского поселения.

## География
Расположено на ручье Язвице (Язме), притоке Расторога, в 15 км к юго-западу от Дмитровска. В селе есть пруд, созданный на Язвице. Местность здоровая. Почва суглинистая. Высота над уровнем моря — 208 м.

## Этимология
Село расположено на низком берегу реки Расторог, в отличие от соседнего Большого Кричина, которое находится на высоком берегу. Если ехать из Б. Кричина в Малое, то дорога идёт с горы через мост. По народному преданию, если доводилось спускаться с горы на мост, то особо ретивого возчика предупреждали: «Меньше кричи „но“!». Отсюда и произошло название села.
Более вероятной является версия, согласно которой село было названо по фамилии первопоселенца — Кричин.
В старину село также имело название Старое Кричино.

## История
Упоминается с 1-й половины XVII века среди селений Радогожского стана Комарицкой волости Севского уезда. К началу XVIII века в селе действовал деревянный православный храм, освящённый в честь великомученика Георгия Победоносца.
С 1711 года М. Кричино входит в состав вотчины молдавского князя Дмитрия Кантемира, дарованной ему Петром I. На протяжении XVIII века селом владели дворяне Кантемиры, Трубецкие, Безбородко. В 1763 году за Кантемирами здесь числилась 21 душа мужского пола, за Трубецкими — 10. в 1797 году за Безбородко числилось 51 душа мужского пола, за Трубецкими — 7. В 1797 году село переходит во владении полковника Павла Афанасьевича Афросимова. С 1802 года в составе Дмитровского уезда.
К моменту отмены крепостного права в 1861 году жители села принадлежали графу Кушелёву-Безбородко. В 1866 году в Малом Кричино было 19 дворов, проживало 213 человек (100 мужского пола и 113 женского). По состоянию на 1894 год земля в М. Кричино по-прежнему принадлежала Кушелёвым-Безбородко. В 1904 году в селе было 29 дворов, проживало 198 человек (98 мужского пола и 100 женского), действовала школа на 40 человек. В то время село входило в состав Домаховской волости.
В 1926 году в селе было 67 дворов, проживало 349 человек (170 мужского пола и 179 женского). В то время Малое Кричино входило в состав Домаховского сельсовета Круглинской волости Дмитровского уезда. В 1937 году в селе было 62 двора. В 1930-е годы в М. Кричино действовал колхоз имени Молотова. К началу Великой Отечественной войны в 1941 году колхоз назывался «Рассвет» и объединял М. Кричино и южную часть села Домаха. В то время председателем колхоза был Михаил Филиппович Королёв. После войны председателями были: Тихон Никанорович Голяков, Василий Иванович Иванов, Иван Абрамович Фролов, Дроздов. В 1956 году хозяйства села вошли в состав колхоза «Ленинское знамя» (центр в с. Домаха).

## Георгиевский храм
Деревянный храм, освящённый в честь великомученика Георгия Победоносца, упоминается в М. Кричино с начала XVIII века. В 1705 году в церкви служили священники Тимофей Савельев и Марк Силин, а также дьячок Кирилл Семёнов. К приходу храма, помимо малокричинцев, были приписаны жители соседней деревни Кавелино. В 1719 году в село из Столбовского Николаевского монастыря была привезена церковь святого Илии. В 1780 году сооружается последнее, также деревянное, здание храма. С 1874 года своего причта в селе нет, храм являлся филиалом большекричинской церкви. После установления советской власти Георгиевский храм был закрыт, а его здание переоборудовано под склад. Деревянный храм сгорел в 1935 году. Колхозный сторож, дед Фёдор Никанорович Калинов 1895 г.р. (по-уличному «Шталец»), охранял колхозный склад. Ночью вздумал полезть на потолок за поповскими ризами, крестами и «золотом». В руках он держал фонарь «летучая мышь» и был пьян. Случился пожар и церкви—склада не стало.

## Население
| 1866 | 1877 | 1926 | 1979 | 2002 | 2010 |
| ---- | ---- | ---- | ---- | ---- | ---- |
| 213  | ↘193 | ↗349 | ↘125 | ↘87  | ↘55  |